# Институт за изучаване на войната
Институтът за изследване на войната (на английски: Institute for the Study of War; ISW) е американски аналитичен център, основан през 2007 г. от Кимбърли Каган.
Институтът за изследване на войната провежда изследвания в областите отбраната и международните отношения. Функционира благодарение безвъзмездни средства и дарения от големи производители на военна продукция, включително General Dynamics, DynCorp и, по-рано, Raytheon. Главният офис се намира във Вашингтон, окръг Колумбия.

## Изследвания
ISW провежда изследвания в рамките на американски проекти, създадени на базата на възникващи въоръжени конфликти.

### Проект „Афганистан“
Редовно се следи и анализира ефективността на действията на афганистанската власт и коалициите, насочени към осигуряване на сигурността на населението. Особено внимание се отделя на етническата, племенната и политическа динамика в страната.
През 2010 г. експертите на ISW представят доклад на Конгреса на САЩ относно корупционни проблеми и използване на местни влиятелни лица в афганистанската стратегия на ISAF.

### Проект „Ирак“
През 2009 г. ISW заснема документалния филм „The Surge: The Untold Story“, представящ исторически отчет за военните операции на САЩ в Ирак по време на преструктурирането на войските през 2007 и 2008 г. Филмът е номиниран за няколко награди. През 2010 г. той става носител на специалната награда на журито на кинофестивала WorldFest в Хюстън. Освен това филмът получава награда като най-добър документален филм на кинофестивала GI във Вашингтон, окръг Колумбия.
След края на военната операция в Ирак, ISW фокусира своите изследвания върху динамиката в областта на сигурността и политиката на Ирак.

### Близкоизточен проект в областта на сигурността
През ноември 2011 г. Институтът започва изпълнението на проекта по въпросите на сигурността на Близкия изток. Проектът в днешно време е ориентиран към изследвания по отношение на Сирия, Иран и Либия.

#### Сирия
ISW подготвя няколко доклада, в това число:
- Борбата за Сирия през 2011 г.
- Сирийската въоръжена опозиция
- Политическата опозиция в Сирия
- Назряващият бунт в Сирия.[6]

#### Либия
ISW съставя четири доклада за въоръжения конфликт в Либия, довел до свалянето на Муамар Кадафи.

#### Иран
Проектът е насочен към изучаване проблемите на националната сигурност, сдържане на заплахите, възникващи във връзка с ядрените амбиции на Иран, определяне на начини, с помощта на които САЩ да могат да контролират нарастващото влияние на Иран в региона.

### Проект „Украйна“
Експертите на ISW през ноември 2021 г. публикуват данни за подготовката на Русия да нападне Украйна.
ISW публикува ежедневни аналитични отчети за бойните действия в Украйна. На анализите на ISW се основават публикациите на световни новинарски агенции, в частност BBC.